# Felsőkorompa
Felsőkorompa (szlovákul Horná Krupá) község Szlovákiában, a Nagyszombati kerületben, a Nagyszombati járásban.

## Fekvése
Nagyszombattól 16 km-re északra fekszik.

## Története
Birtokként 1113-ban a zobori apátság birtoklajstromában említik először. Maga a falu 1256-ban Kurumpa néven szerepel először okiratban, de valószínűleg már a 13. században keletkezett. A lengyel eredetű Stíbor család birtoka, majd a Spáczayaké, a Berchtold grófoké és a Kemendy családé. 1715-ben 43 adózó portája volt. Utolsó birtokosai a Brunszvikok voltak, akik a 19. században szereztek itt birtokot. 1828-ban 71 házában 513 lakos élt. Lakói mezőgazdasággal, szőlőtermesztéssel, kosárfonással foglalkoztak. 1866-ban éhínség pusztított. 1869-ben 510-en lakták. 1906-ban földrengés sújtotta.
Vályi András szerint "Alsó, Közép, és Felső Korompa. Tót egyesített faluk PosonyVármegy. Földes Ura G. Brunszvik, és több Uraságok, lakosaik katolikusok. Nevezetesíti e’ helyet G. Brunszvik Uraságnak díszes Kastéllya, jeles úrfi, ’s egyéb gazdasági épűletei. Innen vette származását Kormpai Péter Nyitrai Püspök 1687dik esztendő tájban Fő Kanczellarius, határbéli földgyeik közép termékenységűek, vagyonnyaiknak el adására meg lehetős módgyok van."
Fényes Elek szerint "Felső-Korompa, (Home-Krupina), Pozson most F.-Nyitra vármegyében, tót falu, 470 kath., 119 zsidó lak. Határja hasonló az alsó Korompaihoz. F. u. többen."
A trianoni békeszerződésig Pozsony vármegye Nagyszombati járásához tartozott.

## Népessége
| Év:            | 1994. | 2004.   | 2014.   | 2024.   |
| -------------- | ----- | ------- | ------- | ------- |
| Emberek száma: | 575   | 520     | 472     | 492     |
| Eltérés:       |       | -9,56 % | -9,23 % | +4,23 % |

| Év:            | 2023. | 2024.   |
| -------------- | ----- | ------- |
| Emberek száma: | 498   | 492     |
| Eltérés:       |       | -1,20 % |

1910-ben 708, túlnyomórészt szlovák lakosa volt.
2001-ben 538 lakosából 535 szlovák volt.
2011-ben 507 lakosából 492 szlovák.

## Nevezetességei
- Római katolikus temploma 1741 és 1746 között épült barokk stílusban. Legutóbb 1912-ben újították meg.

## Külső hivatkozások
- Hivatalos oldal
- Községinfó
- Felsőkorompa Szlovákia térképén
- E-obce.sk